# Edmond Locard
Edmond Locard (Saint-Chamond, 13 dicembre 1877 – Lione, 4 maggio 1966) è stato un criminologo francese.
È il fondatore del primo laboratorio di medicina legale a Lione nel 1910 ed anche il padre della scienza forense di competenza dalla polizia francese.

## Biografia

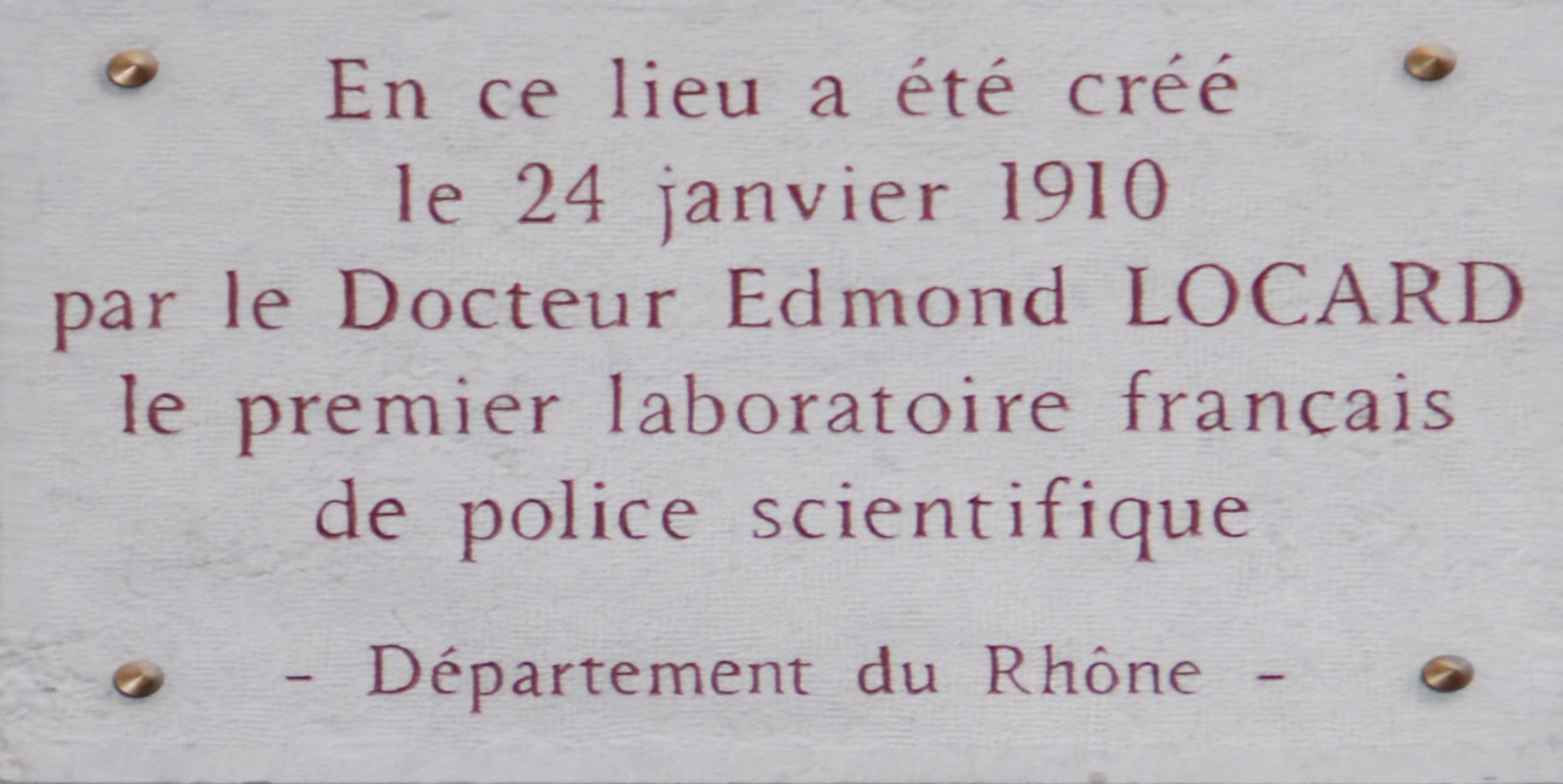
Targa commemorativa del primo laboratorio scientifico della polizia francese a Lione

Edmond è il figlio di Arnould Locard, celebre naturalista del suo tempo, e Marie Gibert di Sennevières, donna appassionata di musica. Da suo padre, proviene da una vecchia famiglia scozzese (Lockheart) arrivata in Francia nel XVI secolo. Ancora in fasce, fu portato dalla sua città natale (che era quella di Ravachol) verso Allevard fino al 1879, alla nascita di sua sorella Margherita, quando la famiglia si trasferì a Lione. Studente brillante, ha trascorso la giovinezza al Collegio di San Tommaso d'Aquino, a Oullins, nella sezione delle lingue antiche. A 17 anni menziona le lettere e le scienze e parla già 11 lingue.
Dopo la scuola di legge, ha studiato medicina con Louis Léopold Ollier. Sostenne una tesi medica nel 1902 sulle “Scienze forensi durante il Regno”. Da lì, fu attratto dalla ricerca di prove scientifiche. Allievo e assistente di Alexandre Lacassagne, Locard ha lavorato anche con altri grandi pionieri della scienza forense, tra cui Rodolphe Archibald Reiss del Università di Losanna.
Ha introdotto le impronte digitali a Lione in collaborazione con i metodi di Alphonse Bertillon (antropometria). Nel mese di gennaio 1910, ha creato l'antenato del laboratorio di polizia nel sottotetto del Palazzo di Giustizia a Lione, che consente l'identificazione dei criminali. Risolve nel mese di novembre dello stesso anno la sua prima indagine con le impronte digitali, dodici anni dopo l'identificazione delle impronte digitali compiuta da Bertillon. Edmond Locard è riconosciuto in tutto il mondo per il suo principio di Locard, che è ancora seguito nei laboratori della Polizia scientifica.
La sua passione e competenza per la calligrafia, condannando un errore nel 1945 sulla base di una lettera anonima di una donna al carcere a vita, non impedisce di ottenere il premio di riconoscimento falsi nel 1956.
Locard scrisse il “Trattato di Polizia Scientifica” in sette volumi. Questo lavoro propone una metodologia di questa nuova scienza, ed è ancora oggi la base per tutti i laboratori di medicina legale del mondo. Questo Trattato include uno studio, tra le altre cose, l'indagine penale, la prova dell'identità, le impronte digitali e la competenza di scritti.
Edmond Locard aveva altri interessi: critico d'opera, campione del teatro Guignol a Lione e autore di un manuale di filatelia. Scrittore e giornalista nel tempo libero ha pubblicato numerosi articoli in riviste e Lione soprattutto in Monthin Lione del suo amico Marcel E. Grancher e alcuni titoli di Lugdunum Editions, ma anche per Payot, Rieder e Gallimard.
Il diciottesimo commissario di polizia (Francia) della Scuola Nazionale di Polizia, entrato in carica nel 1967, porta il suo nome, e una strada della città di Lione.

## Opere
- La médecine judiciaire en France au XIIe siècle, T.M. Lyon, 1902
- L'identification des récidivistes, Paris, Maloine, 1909
- La police. Ce qu'elle est, ce qu'elle devrait être, Paris, Payot, 1919
- L'Enquête criminelle et les méthodes scientifiques, Paris, Flammarion, 1920
- Manuel de technique policière, Paris, Payot, 1923
- Policiers de romans et policiers de laboratoire, Paris, Payot, 1924
- Le crime et les criminels, Paris, La renaissance du livre, 1925
- Traité de criminalistique (T I et II), Les Empreintes et les traces dans l'enquête criminelle, Lyon, Desvigne, 1931
- Traité de criminalistique (T III et IV), Les Preuves de l'identité, Lyon, Desvigne, 1932
- La Malle sanglante de Millery, Lyon, Desvigne et Cie, 1933
- Contes apaches, Lyon, Les éditions Lugdunum, 1933
- Notions élémentaires sur l'histoire du théâtre lyrique, Lyon, Desvigne et Cie, 1933
- Traité de criminalistique (T V et VI), L'Expertise des documents écrits, Lyon, Desvigne, 1933
- Note sur l'identification des suspects, Revue Internationale de criminalistique, 1935
- La Criminalistique à l'usage des gens du monde et des auteurs de romans policiers, Lyon, Desvigne et Cie, 1937
- Confidences (Souvenirs d'un policier), Lyon, Les éditions Lugdunum, 1942
- Manuel du philatéliste, Paris, Payot, 1942
- La défense contre le crime, Paris, Payot, 1951
- Mémoires d'un criminologiste, Paris, Fayard, 1958
- Mystères de Lyon, Lyon, Edition Pierre Bissuel, 1967
- Prefazione dell'opera di Félix Benoit, L'épuration à travers les âges, 1945